# Katastrofa lotu TAESA 725
Katastrofa lotu TAESA 725 – wypadek lotniczy, który wydarzył się 9 listopada 1999 roku na przedmieściach meksykańskiego miasta Uruapan. McDonnell Douglas DC-9 linii TAESA rozbił się tuż po starcie, zginęli wszyscy na pokładzie – 18 osób.

## Samolot
Samolotem, który brał udział w wypadku był McDonnell Douglas DC-9 należący do meksykańskich linii lotniczych TAESA, o numerze rejestracyjnym XA-TKN. Pierwszy lot odbył w lutym 1970 roku w barwach Trans Australia Airlines. Następnie latał dla Sunworld International Airlines, Midway Airlines, NASA oraz Aeroméxico. W dniu wypadku miał około 58 000 godzin lotu i 59 000 startów/lądowań.

## Przebieg wypadku
Załoga składała się z dwóch pilotów – 36-letni kapitan Jesús José Graciá (5368 godzin lotu w dniu wypadku) oraz 22-letni drugi pilot Héctor Valdez (250 godzin lotu). Samolot odbywał lot z Tijuany do Meksyku, z międzylądowaniami w Guadalajarze i Uruapan. Pierwsze dwa etapy lotu przebiegły bez żadnych komplikacji. Maszyna wystartowała z Uruapan o 18:59, jednak podczas rotacji zaczął nadmiernie unosić dziób. Kilka minut po starcie samolot wszedł w głębokie przeciągnięcie, obrócił się i niemal pionowo runął w kierunku ziemi. O 19:03 rozbił się na polu awokado, 5,3 km na południe od lotniska. Zginęło 13 pasażerów i 5 członków załogi.

## Przyczyny
Przyczyną wypadku był zbyt duży kąt natarcia skrzydeł spowodowany prawdopodobnie dezorientacją przestrzenną pilotów. Lot odbywał się po zmroku, stąd przy zbyt dużym uniesieniu dziobu samolotu piloci nie widzieli horyzontu, w ten sposób załoga nie miała świadomości, w jakiej pozycji samolot się znajduje. Według śledczych do wypadku przyczyniło się również włączenie światła w kokpicie przed startem, co jeszcze bardziej utrudniało widok zza okien. Załoga nie stosowała się do zasad lotu IFR, które stosuje się przy niskiej widoczności lub po zmroku. Ostre zadarcie nosa spowodowało utratę siły nośnej, a w konsekwencji utratę kontroli nad maszyną, co szczególnie niebezpieczne było na niskiej wysokości tuż po starcie.